# Dardenne Township
Dardenne Township est un ancien township, situé dans le comté de Saint Charles, dans le Missouri, aux États-Unis,.
Le township est fondé en 1818 et baptisé en référence à la rivière Dardenne Creek (en).

### Source de la traduction
- (en) Cet article est partiellement ou en totalité issu de l’article de Wikipédia en anglais intitulé « Dardenne Township, St. Charles County, Missouri » (voir la liste des auteurs).